# Le Moulleau

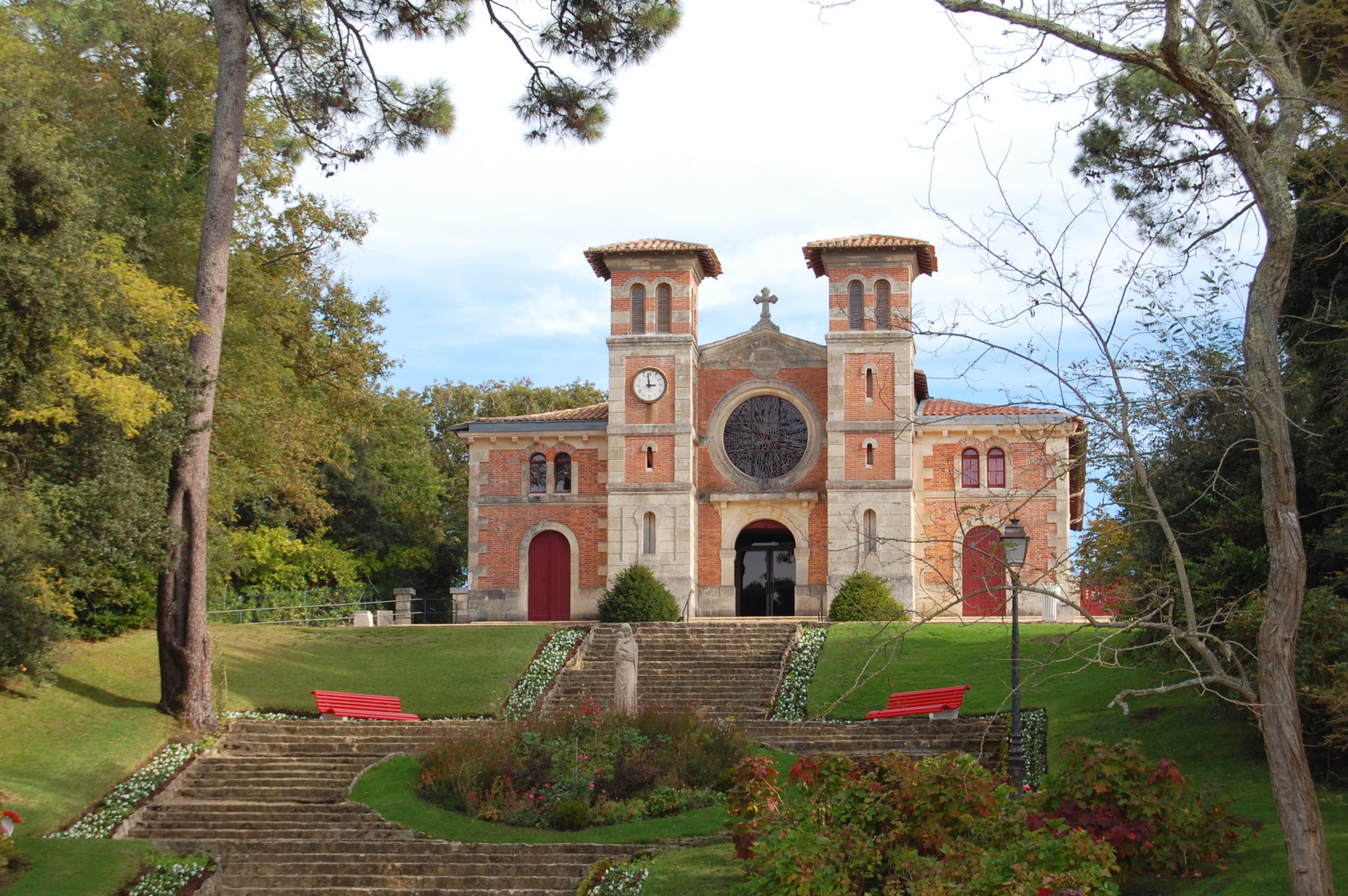
Notre-Dame-des-Passes.

Le Moulleau est l'un des quartiers d'Arcachon, composé par ailleurs de la ville d'Été, la ville d'Hiver, la ville de Printemps, la ville d'Automne et le quartier Abatilles-Péreire.
L'église Notre-Dame-des-Passes surplombe le quartier et se situe dans l'alignement de la jetée et du phare du Cap Ferret, créant une très belle perspective.

## Géographie
Le Moulleau est situé au sud-ouest de la commune d'Arcachon, en bordure du Bassin et limitrophe, sans rupture d'urbanisation, du Pyla-sur-Mer.
Le Moulleau a été construit sur les terrains de l'ancienne forêt de La Teste-de-Buch, de nature sablonneuse. Le relief de plusieurs petites dunes est encore perceptible de nos jours, en particulier celle sur laquelle a été bâtie l'église Notre-Dame-des-Passes.

## Histoire

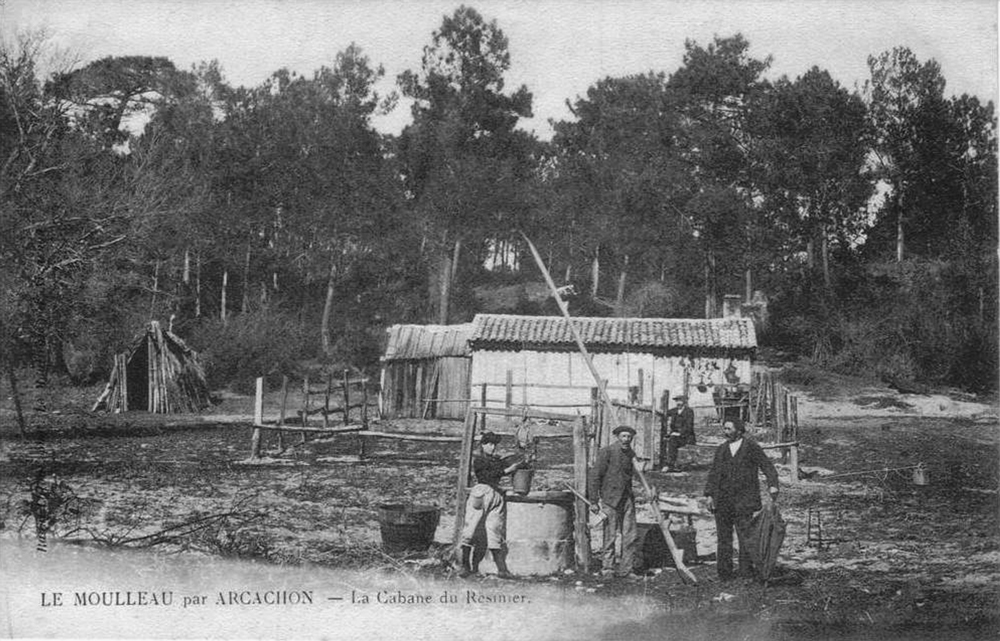
Cabane de résinier.

Le nom de « Moulleau », orthographié plus anciennement « Moulo », « Moullot » ou « Mouleau » s'applique avant la fin du XIXe siècle à un lieu-dit constitué d'un poste de douanes et de cabanes de résinier dans la forêt.
En 1863, les Dominicains décident de construire une chapelle dans cet environnement encore sauvage. Un terrain leur est concédé en échange de leur engagement à desservir le Moulleau. Avec la promulgation du décret du 29 mars 1880 qui ordonne la dispersion des congrégations non autorisées, les Dominicains sont sommés de cesser leur activité. Le 9 novembre 1880, les autorités se rendent sur le parvis de l’église pour faire appliquer la loi et se heurtent à l’hostilité des riverains rassemblés pour l’occasion, parmi lesquels le marquis de Raffélis de Soissans qui aurait lancé au commissaire, avec toute sa conviction d’ancien zouave pontifical : « Vous avez bien de la chance de vous attaquer à des prêtres sans armes. Si c’était chez nous, nous vous brûlerions la cervelle ! ». Les scellés sont finalement apposés sur la porte de la chapelle. Cependant les choses s’arrangent au mieux car les Dominicains restent dans leur couvent et y célèbrent des « messes privées ». Si bien que, le 12 juillet 1881, la saison d’été arrivant, les autorités rouvrent la chapelle où les moines officieront de nouveau puisque, selon la plainte à l’archevêque de vingt-quatre habitants du Moulleau, « La fermeture de la chapelle cause aux propriétaires un véritable dommage ». Les Dominicains seront finalement expulsés en 1903 sous le ministère d'Émile Combes, responsable des cultes.
À partir de la fin du XIXe siècle, quelques villas se sont effet bâties dans ce quartier excentré encore préservé de toute construction, à l'image de ce qu'était le centre d'Arcachon une cinquantaine d'années plus tôt. De passage en 1896, Mme de Lalaing écrit dans son ouvrage Les côtes de la France : « Le Moullo est un faubourg d'Arcachon où se forme en ce moment un village ». L'accès s'effectue alors en voiture avec des roues larges permettant de circuler sur le sable. En 1911, un tramway reliant le Moulleau au centre d'Arcachon est inauguré.
C'est d'abord le style « Chalet Suisse » de la ville d'hiver qui est utilisé pour les premières constructions, à l'image du Grand Hôtel (1899) ou de la villa Saint-Anne qui lui faisait face (années 1910 - aujourd'hui détruite).
En particulier, James Veyrier-Montagnères, maire d'Arcachon de 1897 à 1922 fait construire sa villa Risque-Tout à l'extrémité du quartier, sur le terrain de l'ancien Poste de Douane qui marquait la limite entre Arcachon et La Teste. Ce choix fut perçu comme un « pied de nez » à La Teste, car l'érection d'Arcachon en commune autonome était encore récente (1857), mal acceptée par les édiles de La Teste et suscitait des tensions politiques entre les deux communes.
En choisissant de s'installer au Moulleau, Veyrier-Montagnères « lance » le quartier jusqu'alors peu habité et à l'écart de l'agitation mondaine qui se concentrait plutôt dans le centre d'Arcachon. Il accueille de nombreuses personnalités dans sa villa au cours de réceptions abondamment commentées par la presse locale.
Le choix de promouvoir le Moulleau n'est cependant pas tout à fait désintéressé, puisque Veyrier-Montagnères était l'un des principaux actionnaires de la Société immobilière du Moulleau, qui commercialise à partir de 1897 les terrains à bâtir.
En 1910, le célèbre auteur italien Gabriele D'Annunzio s'installe au Moulleau pour fuir ses créanciers italiens. Résidant d'abord dans la villa Saint-Dominique, propriété de son ami Adolphe Bermond, il emménage ensuite dans la villa Caritas (située dans l’actuelle avenue de Montaut). L'excentricité de D'Annunzio qui se promène sur la plage du Moulleau avec ses lévriers contribue également à la notoriété du Moulleau.
Le lotissement du Moulleau se poursuit pour accueillir une bourgeoisie désireuse d'un cadre de vie « à la mode » tout en bénéficiant d'une situation plus paisible et sauvage que celle du centre d'Arcachon.
Les années 1920, puis 1930 donnent lieu à une nouvelle phase de construction lorsque le très influent industriel bordelais, Gabriel Maydieu - celui qui commercialise la source Sainte-Anne - regroupe ses vastes forêts avec celles de la famille Pagès. De cette époque datent plusieurs réussites architecturales typiques de l'art déco sur le front de mer, comme la villa Chanterelle, à côté du Grand hôtel, suivie de la villa Kypris voulue par Madame Jules Guérin, issue d'une ancienne famille de grands médecins bordelais et propriétaires à Podensac et Portets en Gironde, les Dorlet-Bitot. Cette maison a été dessinée par Roger-Henri Expert, de même que pour la Villa Thétys.
Préservé de la vague de spéculation qui touche Arcachon dans les années 1960 et se traduit par la destruction de nombreuses villas sur le front de mer, remplacées par des résidences aux architectures hétéroclites, le quartier du Moulleau a préservé son authenticité et son atmosphère familiale qui en font une destination très prisée.

## Patrimoine
- L'église Notre-Dame-des-Passes, construite en 1863 par l'architecte bordelais Louis Garros pour servir de chapelle au couvent des Dominicains ;
- Sur la place du Front-de-mer, un canon rappelle le dispositif de défense de l'entrée des passes sous Napoléon ;
- Villa Kypris, de la famille Guérin-Dorlet, une des villas du front de mer, début de siècle ou Art Déco, construite dans les années 1920 par l'architecte Roger-Henri Expert, né à Arcachon ;
- Anciens sanatoriums, l'un catholique, l'autre protestant.

## Personnages célèbres
- Exilé en France pour cause de dettes contractées en Italie, l'écrivain Gabriele D'Annunzio (1863 - 1938) s'installa au Moulleau où il écrivit certaines de ses plus belles œuvres dont la pièce Le Martyre de Saint-Sébastien et La contemplation de la Mort récit consacré à son ami Adolphe Bermond, qui lui avait loué sa villa Saint-Dominique.
- L'architecte Roger-Henri Expert construisit au Moulleau des villas dont la villa Kypris qui a échappé aux promoteurs[1].
- La famille Gounouilhou, fondatrice de La Petite Gironde en 1872, vivait au Moulleau dans leur villa « Ker Madec ». Marcel Gounouilhou fut maire d'Arcachon de 1929 à 1938 ; c'est lui qui réalisa la deuxième jetée du Moulleau. La première jetée avait été construite en 1899[2] dans l'axe de la rue du Débarcadère, comme la deuxième.

## Galerie

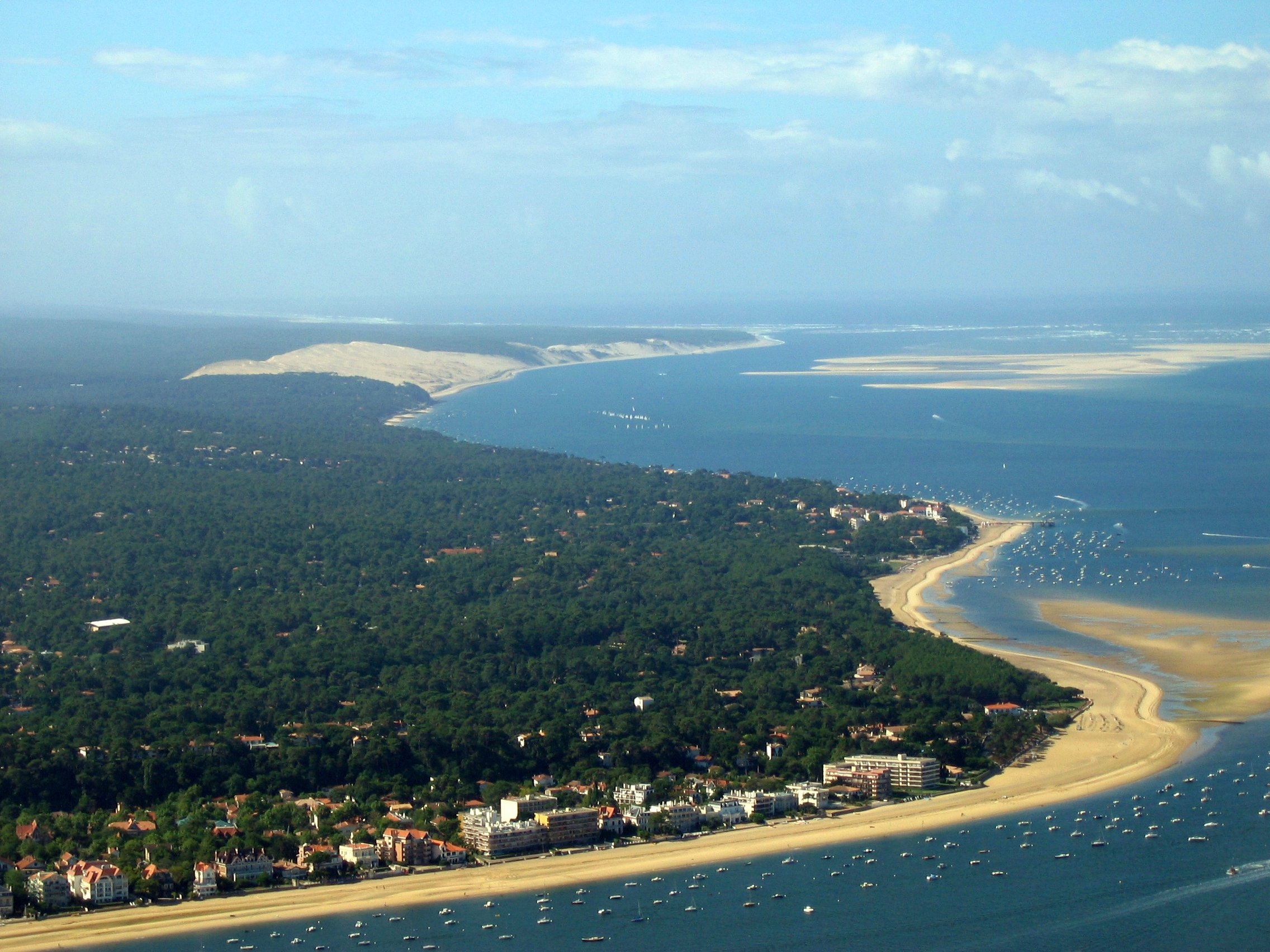
Vue générale.
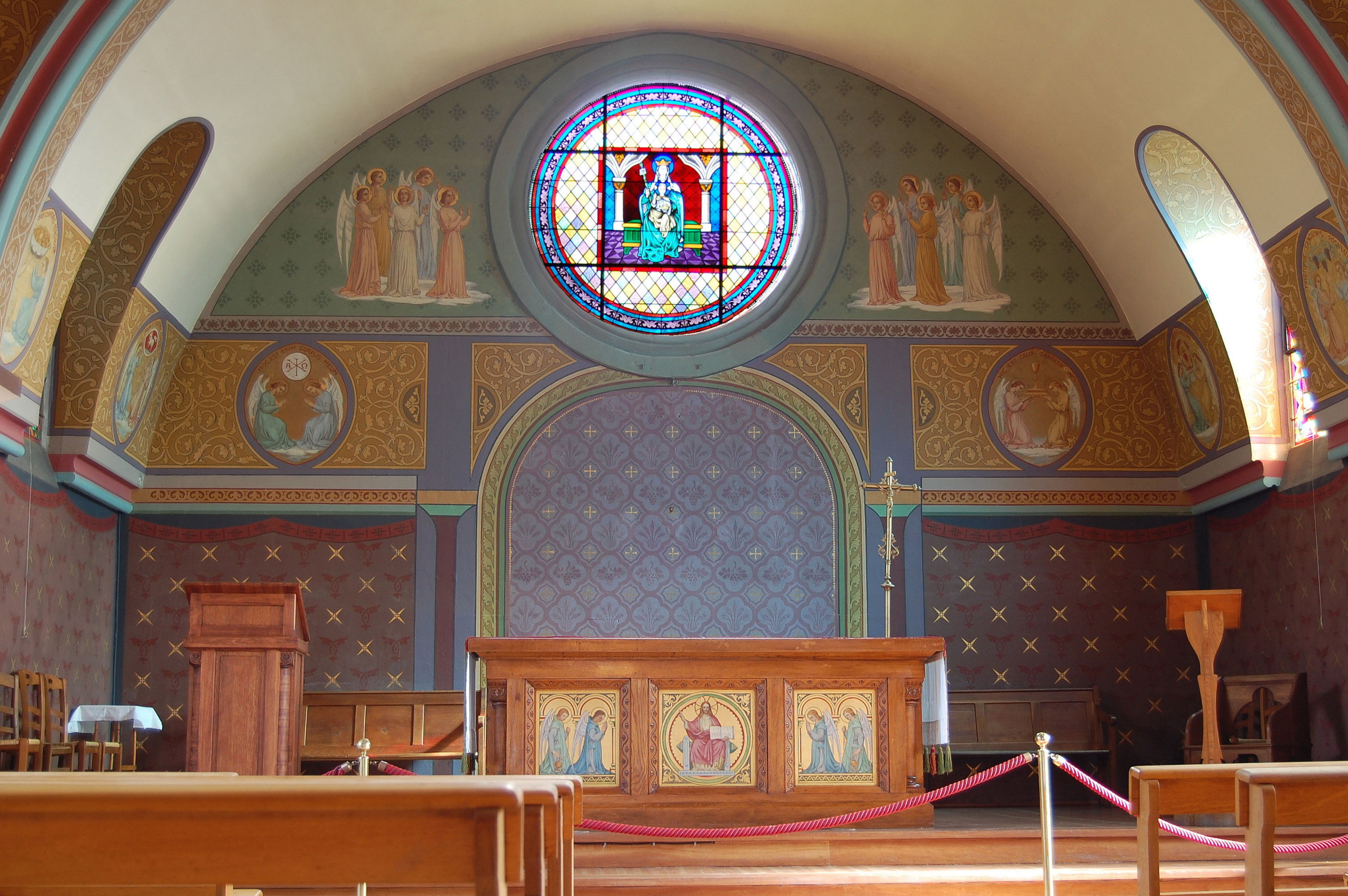
Autel de la chapelle Notre-Dame-des-Passes.
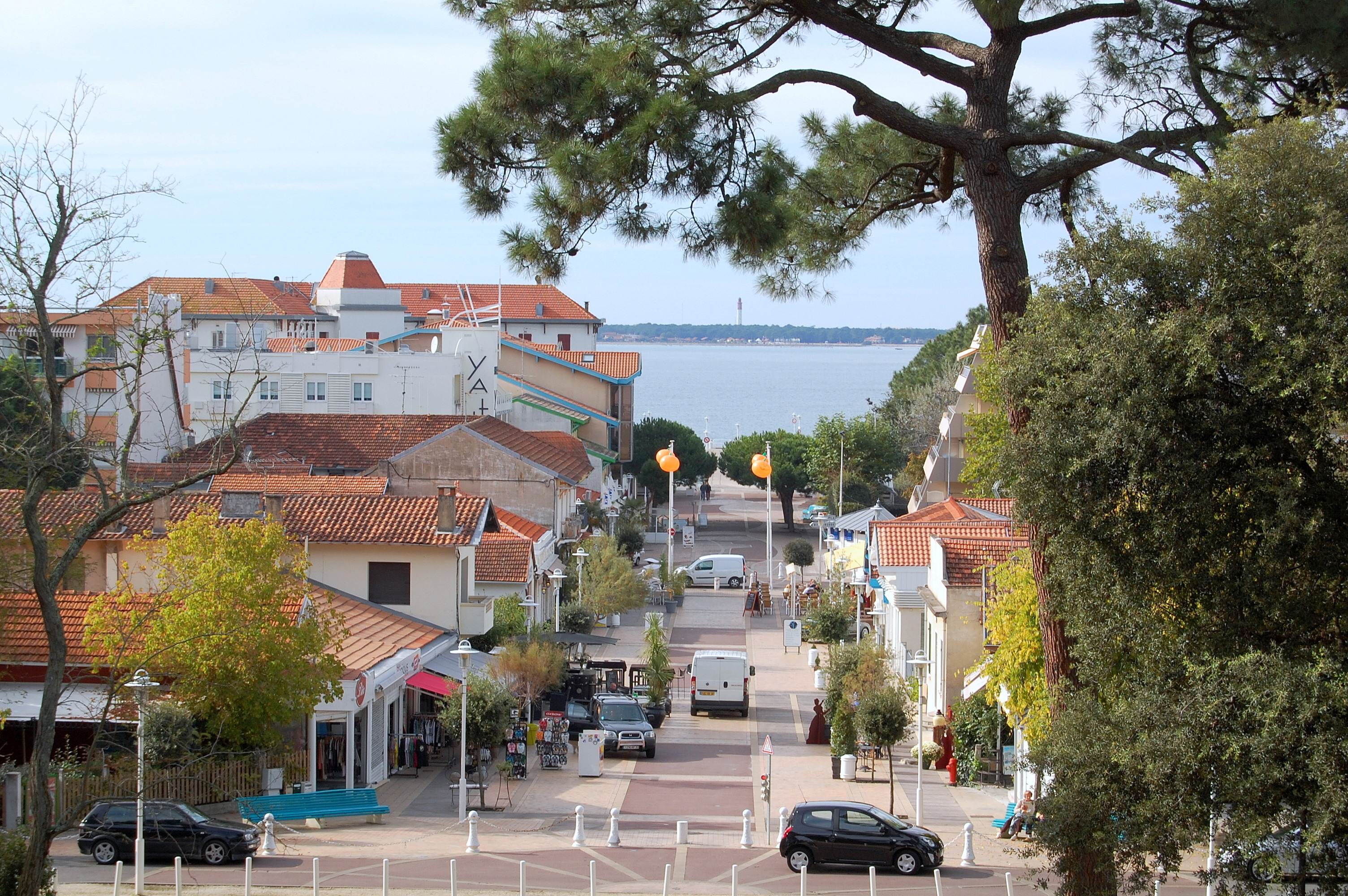
Vue du quartier depuis Notre-Dame-des-Passes. Le phare du Cap Ferret est visible sur l'autre rive du Bassin.
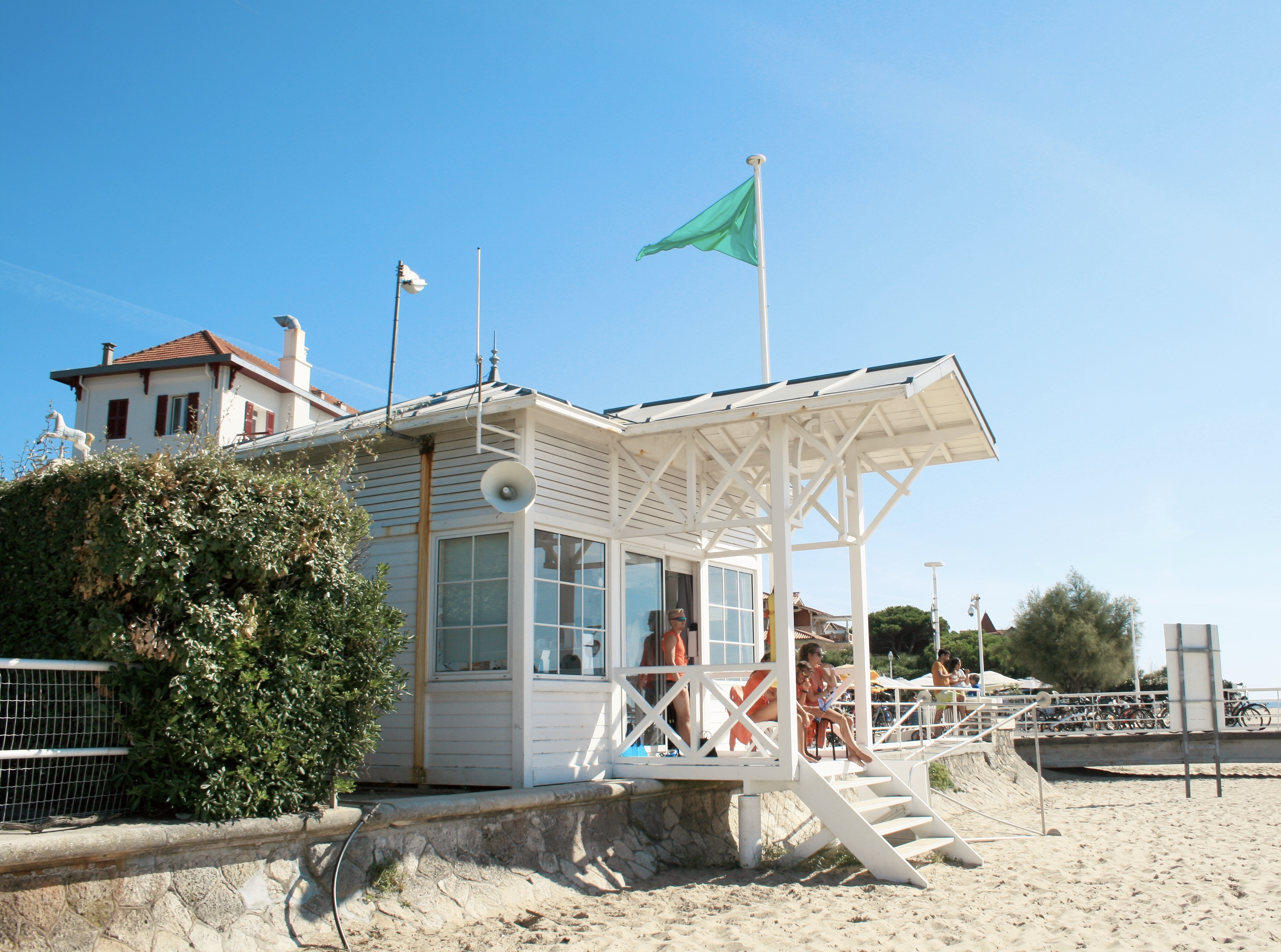
Le poste de secours de la plage du Moulleau.
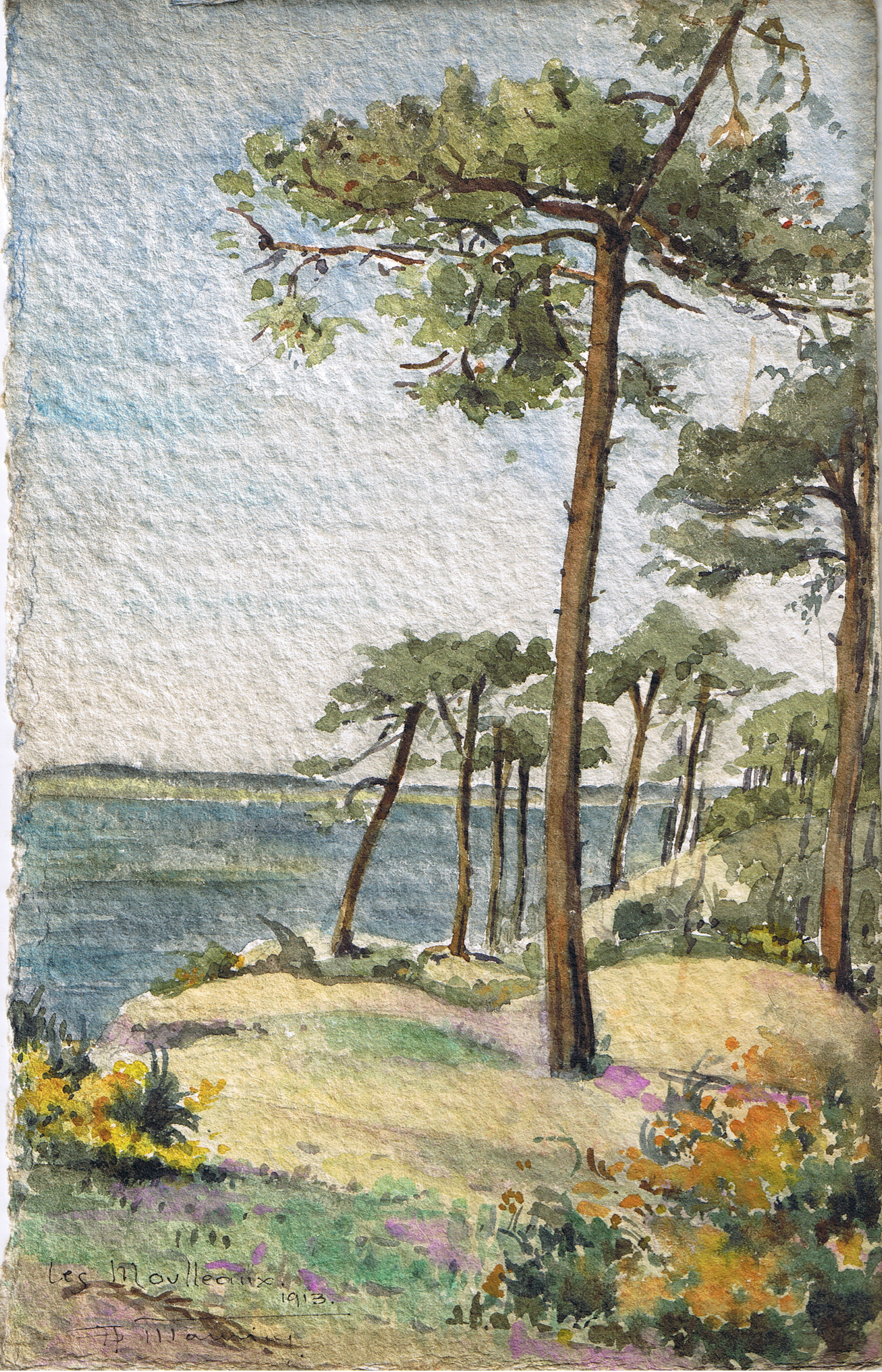
Le Moulleau par l'architecte André Maurice.